# Draguignan
Draguignan (okcitansko/provansalsko? Draguinhan) je mesto in občina v jugovzhodni francoski regiji Provansa-Alpe-Azurna obala, podprefektura departmaja Var. Leta 1999 je mesto imelo 32.829 prebivalcev.
Draguignan, do leta 1974 sedež prefekture, se imenuje tudi »capitale de l'Artillerie« in »Porte du Verdon«.

## Geografija
Kraj leži v jugovzhodni Franciji ob reki Nartuby.

## Administracija
Draguignan je sedež istoimenskega kantona, v katerega so poleg njegove vključene še občine Ampus, Flayosc, La Motte in Trans-en-Provence s 44.585 prebivalci.
Mesto je prav tako sedež okrožja, v katerem se nahajajo kantoni Callas, Comps-sur-Artuby, Draguignan, Fayence, Fréjus, Grimaud, Lorgues, Luc, Muy, Saint-Raphaël, Saint-Tropez in Salernes z 264.632 prebivalci.

## Zgodovina
Ime mesta izhaja verjetno še iz rimskih časov, najstarejši zapis pa sega v leto 909 (Dragonianum, Draguinianum). 

## Zanimivosti
- Muzej topništva (zbirke iz Napoleonskih vojn, prve in druge svetovne vojne, Indokine),
- Muzej ljudske umetnosti,
- ameriško vojaško pokopališče iz druge svetovne vojne (glej Operacija Dragoon),
- dolmen Pierre de la Fée,
- stolp z uro.

## Pobratena mesta
- Tuttlingen (Nemčija);